# Najib Razak
Mohammad Najib bin Tun Haji Abdul Razak (Kuala Lipis, 23 de julho de 1953) é um político malaio, que foi primeiro-ministro da Malásia entre 2009 e 2018. As controvérsias de Najib resultaram em repercussões políticas significativas e impactaram a imagem e a reputação da Malásia.
Uma investigação do The Wall Street Journal, dos Estados Unidos, e o portal Sarawak Report revelou em 2015 o desvio de US$ 700 milhões do fundo de investimentos públicos 1Malaysia Development Berhard (1MDB) para as contas pessoais de Najib.
Em 26 de março de 2018, Najib apresentou no Parlamento uma proposta de lei que proíbe a disseminação de notícias falsas no país. A proposta prevê pena de até 10 anos de prisão e multas pesadas que podem chegar a 500 mil ringit malaios (cerca de R$ 423 mil). O projeto define "fake news" como "notícias, informações, dados ou relatórios que sejam total ou parcialmente falsos" e inclui recursos visuais e áudios. A medida intensifica preocupações em relação à liberdade de imprensa.
Nas eleições de 2018, a coligação Barisan Nasional foi derrotada e Najib abandonou o cargo de primeiro-ministro e a liderança do partido. Najib foi acusado em 4 de julho em um tribunal de Kuala Lumpur por abuso de confiança e abuso de poder em relação com a suposta desvio do fundo de investimento estatal. Um mês mais tarde, a Promotoria comunicou Najib a acusação dos crimes de lavagem de dinheiro por três ingressos em suas contas privadas de um total de 42 milhões de ringgit (US$ 10,3 milhões) procedentes da SRC International, uma filial de 1MDB.
Em 28 de julho de 2020, a Alta Corte da Malásia condenou Najib por sete acusações de abuso de poder, lavagem de dinheiro e quebra de confiança criminal, tornando-se o primeiro Primeiro-ministro da história do seu país a ir para a cadeia. Ele foi sentenciado a doze anos de prisão e ainda recebeu uma multa de 210 milhões de ringgites.
Em 23 de agosto de 2022, o Tribunal Federal da Malásia confirmou a condenação de Najib. Ele foi enviado para a prisão de Kajang para cumprir sua sentença no mesmo dia. Selangor e Penang sucessivamente o despojaram de sua honra.

## Veer também
- Controvérsias envolvendo Najib Razak
- Corrupção na Malásia